# Pluto Records
La Pluto Records è un'etichetta indipendente nata nel 1999.
È di proprietà di Brian Cobbel ed ha sede vicino a Dallas, Texas. Principalmente è conosciuta per pubblicazioni punk, metal e punk-hardcore, è stata la prima etichetta di gruppi come As I Lay Dying, HORSE the band, Luti-Kriss e molti altri.
I primi hanno pubblicato per la Pluto Records il loro debut album Beneath the Encasing of Ashes e lo split album con gli American Tragedy, attualmente sono sotto contratto con la Metal Blade Records con cui hanno pubblicato altri 2 album.
Gli HORSE the band, che hanno coniato il termine nintendocore per descrivere il loro sound electro.metal, hanno pubblicato il loro debut album, R.Borlax, via Pluto Records nel 2003. Ora sono nel roster della Combat Records e hanno pubblicato il loro secondo album dal titolo The Mechanical Hand nel 2005.
I Luti-Kriss non sono nient'altro che i Norma Jean prima che cambiassero denominazione,  hanno pubblicato il loro debut album per l'etichetta nel 1999 e poi sono passati alla Solidstate Records, successivamente hanno cambiato il nome in Norma Jean per non fare confusione con il nome del rapper Ludacris.
Attualmente il roster dell'etichetta comprende Bloodjinn, The Jonbenet, Imperial, The Orangeburg Massacre, Divide The Day e molti altri.

## Roster attuale
- Bloodjinn
- Divide The Day
- Imperial
- The Jonbenet
- The Orangeburg Massacre

## Vecchi gruppi
- American Tragedy
- As I Lay Dying
- Beauty To Ashes
- Canterbury Effect
- Dreaming of The Fifth
- Evelynn
- HORSE the band
- Kill Ratio
- Life In Pictures
- Lovelorn
- Tomi Jenkins
- Mindrage
- My Spacecoaster
- Nailed Promise
- Society's Finest
- Shmunks For You
- Thirty Called Arson
- Travail
- With All Sincerity
- The Deadly
- Please Mr. Gravedigger